# Mickey Smith
Mickey Smith – postać fikcyjna związana z brytyjskim serialem science-fiction pt. Doktor Who, w którą wcielił się Noel Clarke. Postać ta występowała u boku dziewiątej i dziesiątej inkarnacji Doktora, głównej postaci serialu.
Mickey po raz pojawia się w odcinku Rose (2005) i od tamtego czasu, tak jak postać matki Rose, Jackie, był postacią powracającą co kilka odcinków. Pomiędzy odcinkami Zjazd absolwentów (2006), a Wiek stali (2006) towarzyszy Doktorowi i podróżuje wraz z nim i Rose w TARDIS. Od tamtego czasu pojawia się jeszcze w czterech odcinkach: Armia duchów (2006), Dzień zagłady (2006), Koniec podróży (2008) oraz w części drugiej historii Do końca wszechświata (2010).

## Historia postaci
Mickey od młodzieńczych lat mieszkał w Londynie ze swoją babcią, Ritą Anne-Smith, ponieważ jego ojciec w pewnym momencie wyjechał do Hiszpanii. Jednak w 2002 roku jego babcia zmarła w wyniku złamania karku, po czym Mickey mieszkał sam. W pewnym momencie związał się z Rose Tyler i został mechanikiem. 
Kiedy Rose zaczyna badać sprawę tajemniczego „Doktora”, Mickey po części pomaga jej. Jednak w pewnym momencie zostaje porwany przez tzn. żywy plastik, a w jego miejsce pojawia się jego plastikowy klon. Mickey w czasie podmienienia był przetrzymywany w podziemiach niedaleko London Eye. Rose i Doktor po jakimś czasie znajdują go, a wraz z nim Wspólną Świadomość Nestene, która za pomocą London Eye zamierza ożywić plastik na całym świecie. Kiedy sytuacja wymyka się spod kontroli, Rose sprawia, że antyplastik trafia do Świadomości i dzięki temu ratuje ona świat, natomiast pomieszczenie w którym znajdował się Doktor, Rose i Mickey wybuchnie dlatego Doktor postanawia użyć TARDIS i właśnie w tym momencie Mickey widzi wnętrze TARDIS po raz pierwszy. Kiedy TARDIS ląduje w bezpiecznym miejscu Doktor proponuje Rose wspólną podróż, na co ona się zgadza, pomimo próśb Mickey’ego dotyczące zostania jej na Ziemi.
Kiedy Mickey został sam, matka Rose, Jackie rozsiewała plotki, że on tak naprawdę zamordował on Rose, przez co był przesłuchiwany przez śledczych pięć razy, choć nie został on aresztowany. W późniejszym czasie Mickey kilkakrotnie spotykał Rose, aż w końcu sam dołączył do załogi TARDIS, gdzie mógł m.in. być w XVIII-wiecznej Francji, a także poznać dawnych towarzyszy Doktora, Sarę Jane Smith oraz K-9 oraz ważnych przeciwników Doktora, Cybermenów. W pewnym momencie Mickey przenosi się do równoległej rzeczywistości.
W równoległej rzeczywistości Mickey dołączył do Instytutu Torchwood i pracował pod imieniem „Samuel”. Kiedy w prawdziwej rzeczywistości Davros przeniósł Ziemię do Kaskady Meduzy, Mickey, Rose i Jackie wracają tam i pomagają Doktorowi oraz jego pomocnikom zwalczyć jego plan zniszczenia Wszechświata. Kiedy im to się udaje, Mickey postanawia zostać w prawdziwej rzeczywistości.
W późniejszym czasie Mickey ożenił się z jedną z dawnych towarzyszek Doktora, Marthą Jones i postanowił wraz z nią działać niezależenie od różnych organizacji typu UNIT czy Instytut Torchwood. Podczas jednej z walk z Sontaranem, Doktor się pojawił i pomógł im go zwalczyć.

## Występy

### Telewizyjne
| Historia                                 | Historia                              | Data premiery         | Źródła              |
| Nazwa polska                             | Nazwa oryginalna                      | Data premiery         | Źródła              |
| Seria 1 (2005)                           | Seria 1 (2005)                        | Seria 1 (2005)        | Seria 1 (2005)      |
| ---------------------------------------- | ------------------------------------- | --------------------- | ------------------- |
| Rose                                     | Rose                                  | 26 marca 2005         | [ 10 ] [ 2 ]        |
| Kosmici z Londynu Trzecia Wojna Światowa | Aliens of London World War Three      | 16 - 23 kwietnia 2005 | [ 11 ] [ 12 ] [ 4 ] |
| Dzień Ojca                               | Father's Day                          | 14 maja 2005          | [ 13 ] [ 14 ]       |
| Boom w mieście                           | Boom Town                             | 4 czerwca 2005        | [ 15 ] [ 16 ]       |
| Każdy swoją drogą                        | The Parting of the Ways               | 18 czerwca 2005       | [ 17 ] [ 18 ]       |
| Odcinek specjalny                        |                                       |                       |                     |
| Świąteczna inwazja                       | The Christmas Invasion                | 25 grudnia 2005       | [ 19 ] [ 20 ]       |
| Seria 2 (2006)                           |                                       |                       |                     |
| Nowa Ziemia                              | New Earth                             | 15 kwietnia 2006      | [ 21 ] [ 22 ]       |
| Zjazd absolwentów                        | School Reunion                        | 29 kwietnia 2006      | [ 23 ] [ 5 ]        |
| Dziewczynka w kominku                    | The Girl in the Fireplace             | 6 maja 2006           | [ 24 ] [ 6 ]        |
| Bunt Cybermenów Wiek stali               | Rise of the Cybermen The Age of Steel | 13 - 20 maja 2006     | [ 25 ] [ 26 ] [ 3 ] |
| Armia duchów Dzień zagłady               | Army of Ghosts Doomsday               | 1 - 8 lipca 2006      | [ 27 ] [ 28 ] [ 7 ] |
| Seria 4 (2008)                           |                                       |                       |                     |
| Koniec podróży                           | Journey’s End                         | 5 lipca 2008          | [ 29 ] [ 8 ]        |
| Odcinki specjalne (2008-2010)            |                                       |                       |                     |
| Do końca wszechświata: część druga       | The End of Time: part two             | 1 stycznia 2010       | [ 30 ] [ 9 ]        |